# حبل‌المتین (نشریه)
حَبلُ‌المَتین (به معنی رشته و ریسمان استوار که اشاره‌ای به سوره آل عمران آیه ۱۰۳ دارد)، نام نشریه‌ای بود که در دوران قبل و بعد از جنبش مشروطه در کلکته و تهران منتشر می‌گردید. مقالات این نشریه به همراه ۵ نشریه دیگر دوران مشروطیت (ندای وطن، صبح صادق، مجلس، مساوات، صوراسرافیل) نقش مهمی در بیداری افکار مردم و ترویج اندیشه آزادی‌خواهی و مشروطه‌طلبی داشت. مدیریت آن برعهدهٔ سیدجلال‌الدین کاشانی، متخلص به «ادیب» و ملقب به «مؤیدالاسلام» بود.

## حبل‌المتین در کلکته
هفته‌نامهٔ حبل‌المتین از ۱۹ دسامبر ۱۸۹۳ تا ۹ دسامبر ۱۹۳۰ (۲۸ آذر ۱۲۷۲ تا ۱۸ آذر ۱۳۰۹ شمسی)، با چندین نوبت وقفه، در کلکته توسط سیدجلال‌الدین مؤیدالاسلام کاشانی منتشر می‌شد. از هفتمین سال انتشار، عبارت «مقدس» به عنوان حبل‌المتین اضافه شد. مؤیدالاسلام در آخرین دههٔ زندگی خود نابینا شد و به همین خاطر مدیریت نشریه را به دخترش فخرالسلطان سپرد که با امضای ف.س. مؤیدزاده و عنوان «دبیرثانی» نشریه را اداره می‌کرد. فخرالسلطان مدتی بعد از سمت خود کناره‌گیری کرد و نام مؤیدالاسلام را دوباره در سرلوحهٔ نشریه آوردند. نخستین «منتظم اداره» (مدیر داخلی) و «دبیر ثانی» پیش از فخرالسلطان، آقامحمدجواد شیرازی بود. در اوایل انتشار حبل‌المتین، سیدحسن (برادر مؤیدالاسلام) و در سال‌های پایانی، علی‌اصغر رحیم‌زاده صفوی از دست‌اندرکاران اصلی نشریه بودند. حبل‌المتین به بسیاری از نقاط جهان از جمله ایران، اروپا، عراق (نجف)، عثمانی، افغانستان، مصر، چین، برمه، روسیه، و ترکستان فرستاده می‌شد. توزیع گستردهٔ حبل‌المتین با کمک مالی زین‌العابدین تقی‌یف (بازرگان ایرانی مقیم باکو) ممکن می‌شد. حبل‌المتین ده سال به رایگان میان روحانیان نجف و ایران و روشنفکران توزیع می‌شد. برخی از مراجع تقلید مانند حاج محمدحسن ممقانی، مقلدان خود را به خواندن حبل‌المتین تشویق می‌کردند.

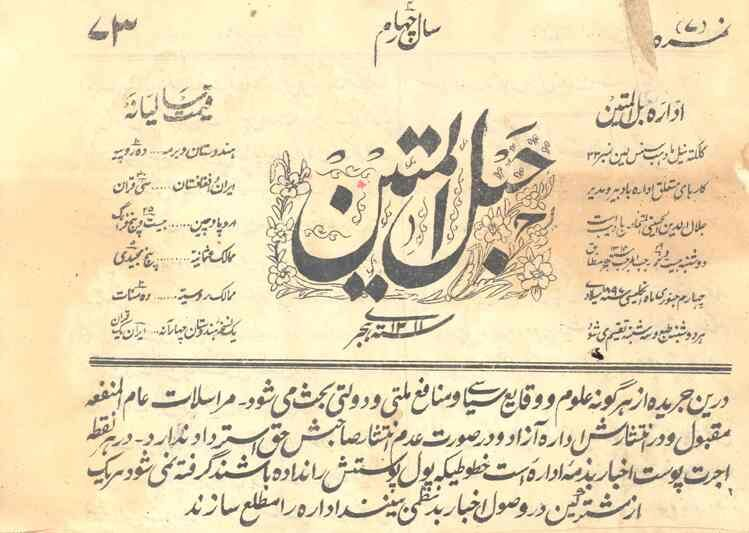
تصویری از سرلوحه هفته‌نامه حبل‌المتین چاپ کلکته.

دوران طولانی انتشار حبل‌المتین را می‌توان بر اساس سیاستی که نشریه پیش می‌گرفت، به ۵ دوره تقسیم کرد.
در دورهٔ اول، طی سال‌های اول تا پنجم (۱۸۹۳ تا ۱۸۹۹ میلادی)، حبل‌المتین از نظر شیوهٔ نگارش و صفحه‌آرایی به روزنامه‌های فارسی که در هند منتشر می‌شدند شباهت داشت، و از سوی دیگر مانند روزنامه‌های ایران دچار خودسانسوری بود. در سال ۱۸۹۷ میلادی، سیدجلال‌الدین کاشانی به عنوان ناشر حبل‌المتین، مشمول مستمری سالانه از سوی مظفرالدین‌شاه شد و سال بعد لقب مؤیدالاسلام را از طرف دولت ایران دریافت کرد.
در دورهٔ دوم، از سال ۱۸۹۸ تا ۱۹۰۶ یعنی سال صدور فرمان مشروطیت، حبل‌المتین گرایش پان‌اسلامیستی پیدا کرد و به انتقاد ملایم از وضع اقتصادی و سیاسی ایران می‌پرداخت. در سال ۱۹۰۰ میلادی، سلسله مقالاتی به قلم شیخ یحیی کاشانی در حبل‌المتین منتشر شد که صدراعظم وقت ایران، میرزا علی‌اصغر اتابک، را به‌تندی مورد انتقاد قرار می‌داد. پس از آن، میرزا علی‌اصغر اتابک ورود و توزیع کلیهٔ نشریاتی را که در خارج از کشور منتشر می‌شدند ممنوع کرد، از جمله حبل‌المتین. این ممنوعیت تا سال ۱۹۰۲ ادامه داشت و پس از صدراعظم‌شدن عبدالمجید میرزا عین‌الدوله، که اتفاقاً مورد حمایت حبل‌المتین بود، این ممنوعیت لغو شد.
در دورهٔ سوم، از سال ۱۹۰۶ تا ۱۹۰۹ یعنی سال خلع محمدعلی‌شاه از سلطنت، حبل‌المتین نقش فعال و چشمگیری در تنویر افکار عمومی در ایران داشت و در مقابله با حامیان احیای پادشاهی مطلقه در ایران نیز نقش میانه‌روی در پیش گرفت. حبل‌المتین یکی از منابع مهم تاریخ انقلاب مشروطه محسوب می‌شود. این نشریه در سال‌های بعد هم از احترام عمومی برخوردار بود اما هیچگاه به اندازهٔ این مقطع اثرگذار نبود. علیرغم گرایش اسلامی حبل‌المتین، این نشریه ابایی از انتقاد علیه تعصب مذهبی نداشت و به‌خصوص تعصب شیخ فضل‌الله نوری و هواداران او در جریان انقلاب مشروطه را به باد انتقاد می‌گرفت.
در دورهٔ چهارم که از زمان پیروری مشروطه‌خواهان در ۱۹۰۹ و پایان استبداد صغیر تا کودتای اسفند ۱۲۹۹ ادامه داشت، حبل‌المتین هوادار اصلاحات بود. این نشریه، نقش فعالی در بازتاب اندیشه‌های مشروطه‌خواهان و رویدادهای ایران و واکنش به اقدامات بیگانگان برعهده گرفت و مورد استناد روزنامه‌ها و محافل سیاسی غیرایرانی بود. حبل‌المتین در جریان جنگ جهانی اول، برخلاف افکار عمومی در ایران، به حمایت از نیروهای متفقین و مخالفت با قدرت‌های مرکز می‌پرداخت.
در دورهٔ پنجم، از ۱۹۲۱ تا ۱۹۳۰ (سال تعطیلی حبل‌المتین)، در حبل‌المتین بر لزوم نوسازی ایران تأکید و از شخص رضاخان سردارسپه و کابینه‌های بعد از کودتای اسفند ۱۲۹۹ حمایت می‌شد. به دستور رضاخان، دولت ایران به نشریهٔ حبل‌المتین کمک مالی می‌کرد. در مقاله‌ای با عنوان «لزوم جمهوریت و تفکیک قوای روحانی در ایران» که در چندین شمارهٔ حبل‌المتین از ۶ اکتبر تا ۳ نوامبر ۱۹۲۴ منتشر شد، این نشریه از تلاش ناموفق سردارسپه برای ایجاد جمهوری در ایران حمایت کرد. طی این دوره از انتشار حبل‌المتین، پادشاه حاکم (به استثنای محمدعلی‌شاه)، صدراعظم‌ها و مقامات ارشد کشور همواره بازتاب مثبتی در نشریه داشتند. همین امر موجب برانگیختن انتقاد احمد کسروی شد که مؤیدالاسلام را به چاپلوسی به‌خاطر منفعت شخصی متهم می‌کرد. در حبل‌المتین به‌خصوص از عبدالمجید میرزا عین‌الدوله تجلیل می‌شد و مردم به خاطر واقعهٔ مسجد شاه (تهران) (که نهایتاً منجر به انقلاب مشروطه شد) مورد انتقاد بودند.
برخی، بر اساس حمایت ضمنی حبل‌المتین از سیاست‌های بریتانیا در شرق، این نشریه را تحت نفوذ دولت بریتانیا در هند دانسته‌اند. اما در واقع، حبل‌المتین نه طرفدار بریتانیا بلکه مخالف سیاست‌های روسیه در ایران بود. این امر با تصمیماتی که مقامات بریتانیا در هند علیه مؤیدالاسلام و روزنامه‌های او گرفتند تأیید می‌شود، از جمله یکی از این تصمیمات که منجر به تعلیق انتشار حبل‌المتین در سال‌های ۱۹۱۶ و ۱۹۱۷ شد. علاوه بر این، قرارداد ۱۹۰۷ در مجموعه‌ای از مقالات حبل‌المتین به تندی محکوم و دولت بریتانیا «دشمن تمدن و عدالت» نامیده شد.
موفقیت مؤیدالاسلام کاشانی در انتشار حبل‌المتین باعث شد او دست به انتشار نشریات دیگری از جمله مفتاح‌الظفر، آزاد، تمدن (به زبان فارسی)، کلکته (به زبان اردو)، مُلک و ملت (به زبان انگلیسی)، و نسخهٔ اردوی حبل‌المتین روی بیاورد. انتشار این نشریات تا زمانی ادامه یافت که مقامات بریتانیا در هند آنها را تحمل می‌کردند.

## روزنامهٔ حبل‌المتین در تهران و رشت

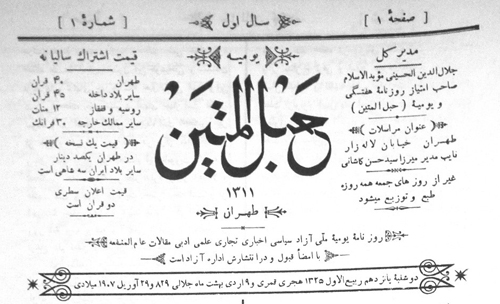
سرلوحهٔ اولین شمارهٔ روزنامهٔ حبل‌المتین چاپ تهران.

آزادی مطبوعات پس از پیروزی انقلاب مشروطه در ایران، باعث شد مدیریت حبل‌المتین تصمیم به انتشار روزنامه‌ای در تهران بگیرد. علت دیگر تصمیم آنها این بود که حبل‌المتین چاپ کلکته حدوداً یک ماه بعد از انتشار به تهران می‌رسید و به دلیل کثرت روزنامه‌ها در این دوره، بخش زیادی از محبوبیتش را در ایران از دست داده بود. انتشار روزنامهٔ حبل‌المتین تهران برعهدهٔ برادر کوچک‌تر مؤیدالاسلام کاشانی یعنی سیدحسن کاشانی (معروف به سیدحسن حبل‌المتین) بود که در کلکته و حین همکاری با برادرش در انتشار نشریات مفتاح‌الظفر و آزاد، روزنامه‌نگاری را آموخته بود. به‌علاوه، سیدحسن کاشانی شرایط ایران را بهتر از برادرش می‌شناخت و در سیاست فعال بود. سیدحسن در سال ۱۹۰۱ به عنوان یکی از اعضای انجمن مخفی که شب‌نامه‌ای در انتقاد از میرزا علی‌اصغر اتابک منتشر کرده بود، دو سال به زندان افتاده بود.
روزنامهٔ حبل‌المتین، ابتدا در تهران و مدتی در رشت، شش روز در هفته منتشر می‌شد. اولین شمارهٔ آن در ۲۸ آوریل ۱۹۰۷ و آخرین شمارهٔ آن در ۳۱ ژوئیه ۱۹۰۹ منتشر شد. از شمارهٔ ۲۰ به بعد، نام شیخ یحیی کاشانی (روزنامه‌نگار مشهوری که بعداً سردبیر روزنامه‌های «مجلس» و «ایران» شد و نشریهٔ «ایران امروز» را منتشر کرد) به عنوان سردبیر روزنامهٔ حبل‌المتین ذکر می‌شد. سیدحسن کاشانی که طرفدار فعال جنبش مشروطه بود، در یکی از شماره‌های حبل‌المتین به تاریخ ۱۶ مه ۱۹۰۷، ترجمهٔ فارسی یکی از مقالات سید جمال‌الدین اسدآبادی را منتشر کرد که در آن از مشارکت فعالانه علما در سیاست حمایت شده بود.
با شدت‌گرفتن درگیری‌ها میان مشروطه‌خواهان و طرفداران محمدعلی‌شاه، سیدحسن کاشانی به عنوان یکی از کسانی که محمدعلی‌شاه خواستار تبعید آنها شده نام برده شد. پس از به‌توپ بستن مجلس توسط محمدعلی‌شاه، سیدحسن به سفارت بریتانیا پناهنده شد و نهایتاً به قفقاز گریخت. مدتی بعد از قفقاز به رشت رفت و در آنجا انتشار روزنامهٔ حبل‌المتین را در مارس ۱۹۰۹ از سر گرفت. حبل‌المتین رشت در چاپخانهٔ عروةالوثقی و با پشتیبانی مالی فتح‌الله خان اکبر (سردار منصور رشتی) به چاپ می‌رسید. پس از فتح تهران و خلع محمد علی شاه از سلطنت، سیدحسن به تهران بازگشت و بار دیگر انتشار حبل‌المتین در تهران را آغاز کرد.
روزنامهٔ حبل‌المتین، نشریه‌ای لیبرال، اصلاح‌طلب و میهن‌پرست بود که اخبار روز و مقالات سیاسی منتشر می‌کرد. این روزنامه ۴ بار از سوی مقامات ایران توقیف شد. اولین توقیف در ژوئن ۱۹۰۷ (شمارهٔ ۷۳)، به دلیل حملات روزنامه به سیاست‌های روسیه در ایران روی داد. به نشان همبستگی علیه توقیف این روزنامه، تمامی روزنامه‌ها و چاپخانه‌ها اعتصاب کردند. پس از چهار روز و با پرداخت جریمه، روزنامه مجدداً اجازهٔ انتشار یافت. دومین توقیف در اکتبر ۱۹۰۷ بود که علت آن تاکنون مشخص نشده‌است. سومین توقیف به علت حملهٔ روزنامه به دو رهبر مذهبی ضدمشروطه یعنی شیخ فضل‌الله نوری و ملامحمد آملی بود (شمارهٔ ۱۹۰، مورخ ۲۶ دسامبر ۱۹۰۷). چهارمین توقیف، پس از احیای دولت مشروطه و به دلیل انتشار مقاله‌ای در ۳۱ ژوئیه ۱۹۰۹ بود با عنوان «اذا فسد العالم، فسد العالم» (نوشتهٔ سیدنورالدین خرقانی). در این مقاله، اعراب با عبارات تحقیرآمیزی توصیف شده بودند و با اشاره به اعدام شیخ فضل‌الله نوری، به شدت از مذهب و برخی علما انتقاد شده بود، به خصوص از ملاقربانعلی زنجانی. این بار توقیف روزنامه دائمی شد و دادگاه سید حسن کاشانی را به ۲۳ ماه حبس و ۲۵۰ تومان جریمه محکوم کرد؛ اما او به زندان نیفتاد و فقط مدت کوتاهی در بازداشت بود. در نهایت، دادگاه تجدیدنظر سید حسن را از تمامی اتهامات تبرئه کرد. سید حسن پس از آن دیگر تلاشی برای انتشار روزنامه نکرد و مدت کوتاهی پس از آن درگذشت.
آرشیو روزنامه حبل‌المتین تهران در اغلب کتابخانه‌های ایران و کتابخانه‌های مربوط به مطالعات ایران‌شناسی در خارج از کشور موجود است. کامل‌ترین آرشیو در اختیار کتابخانهٔ مرکزی دانشگاه تهران و کتابخانه مجلس است. برخی از شماره‌های حبل‌المتین رشت در کتابخانه دانشگاه کمبریج موجود است.